# Vương cung thánh đường Đức Mẹ Licheń
Vương cung thánh đường Đức Mẹ Licheń [ˈlixɛɲ] là một nhà thờ Công giáo La Mã tọa lạc tại Đền thờ Đức Mẹ Sầu Bi, Nữ hoàng Ba Lan, tại ngôi làng Licheń Stary gần Konin trong Đại giáo đường Ba Lan ở Ba Lan. Nó được thiết kế bởi Barbara Bielecka và được xây dựng từ năm 1994 đến 2004. Việc xây dựng được tài trợ bởi sự đóng góp của khách hành hương. Với một tòa tháp có chiều cao 141,5 mét, và nhà thờ có diện tích hơn 10.000 m², đây là nhà thờ lớn nhất ở Ba Lan.

## Lịch sử
Lịch sử của nền tảng của nhà thờ bắt đầu từ năm 1813, khi Tomasz Kłossowski, một người lính Ba Lan chiến đấu dưới thời Napoléon ở Leipzig bị thương nặng. Ông cầu khẩn Đức Mẹ, cầu xin bà đừng để ông chết ở một vùng đất xa lạ. Theo truyền thuyết, Đức mẹ xuất hiện với vương miện vàng, áo choàng màu đỏ sẫm, với áo choàng vàng và cầm một con đại bàng trắng trong tay phải. Bà an ủi người lính và hứa rằng anh sẽ bình phục và trở về Ba Lan. Tomasz được hướng dẫn đem bức ảnh của bà, và đặt bức ảnh ấy ở nơi công cộng để "Người của tôi sẽ cầu nguyện trước bức ảnh này và sẽ đạt được nhiều ân sủng từ tay tôi tại những thời điểm khó khăn nhất của thử thách." 
Với gian giữa dài 120 mét và rộng 77 mét, với mái vòm trung tâm cao 98 mét và với một tòa tháp cao 141,5 mét, đây là nhà thờ lớn nhất của Ba Lan và là một trong những nhà thờ lớn nhất thế giới. Nhà thờ dành riêng cho Đức Mẹ Sầu Bi, Nữ hoàng Ba Lan, có lẽ có từ thế kỷ 18, có biểu tượng được trưng bày trong thánh đường chính của vương cung. Đây là một trong những địa điểm hành hương chính của Ba Lan.
Từ năm 2002 đến 2007, nhà tổ chức Ba Lan Zych - trên cơ sở dự án được thực hiện bởi GS. Andrzej Chorosiński - đã tạo ra một cây đàn organ với 157 phim (6 quãng và bàn đạp). Đây là cây đàn organ lớn nhất ở Ba Lan, thứ 4 ở châu Âu và thứ 13 trên toàn thế giới.
Giáo hoàng John Paul II ban phước cho Vương cung thánh đường năm 1999. Vào năm 2007, một phần của bảo tàng Ba Lan tại Tòa án Fawley đã được chuyển đến đền thờ bởi các Cha xứ.

## Hình ảnh

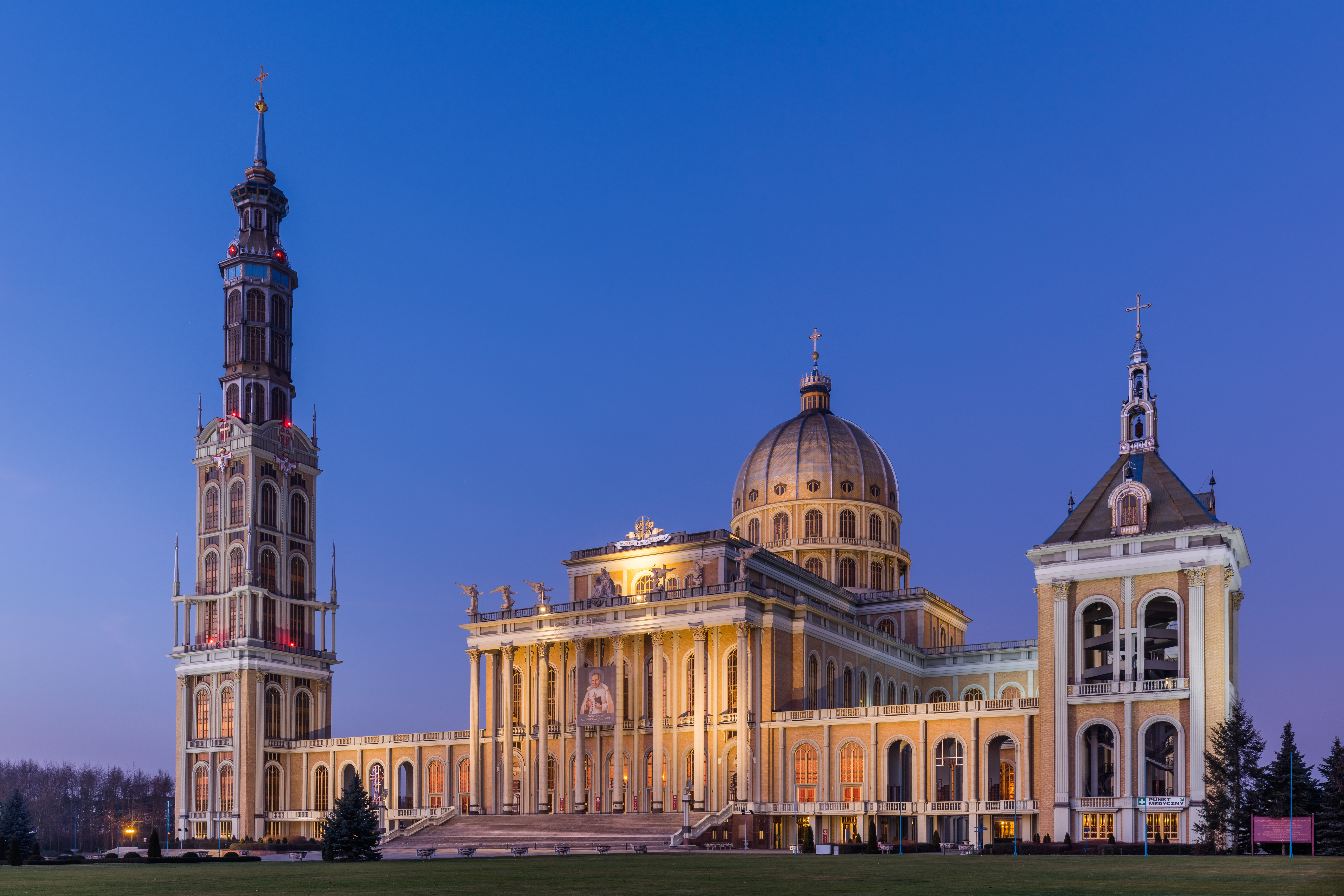
Nhìn tổng quát
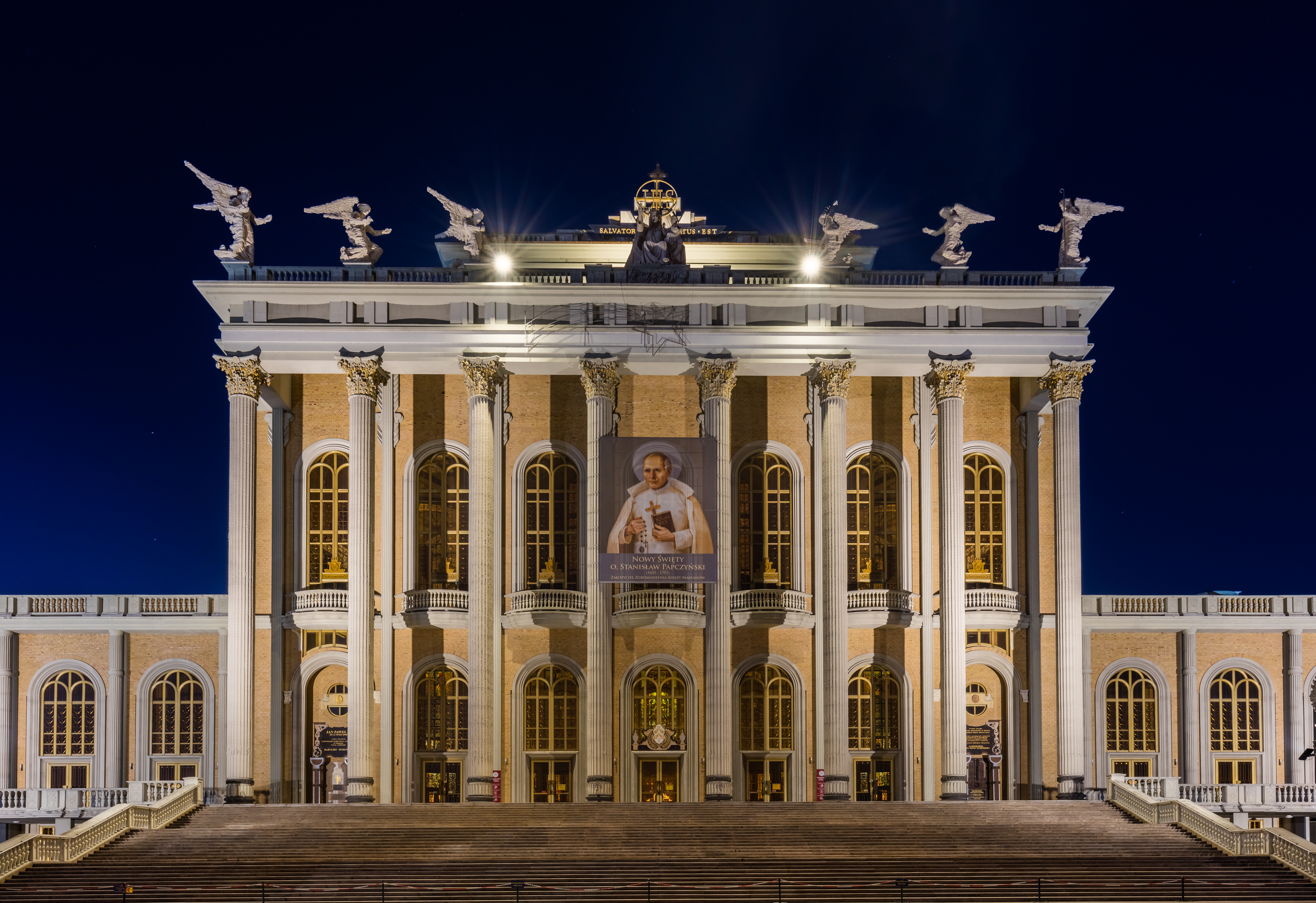
Mặt tiền phía nam của tòa nhà chính
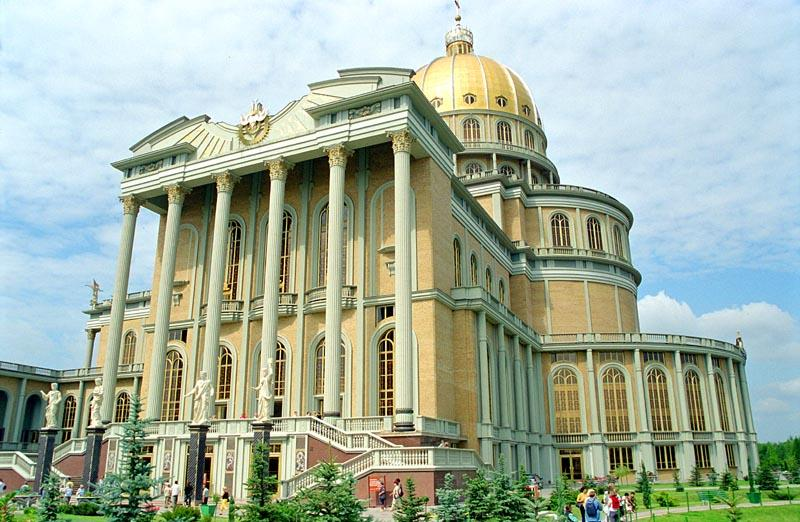
Mặt sau của Vương cung thánh đường, nhìn ra quảng trường
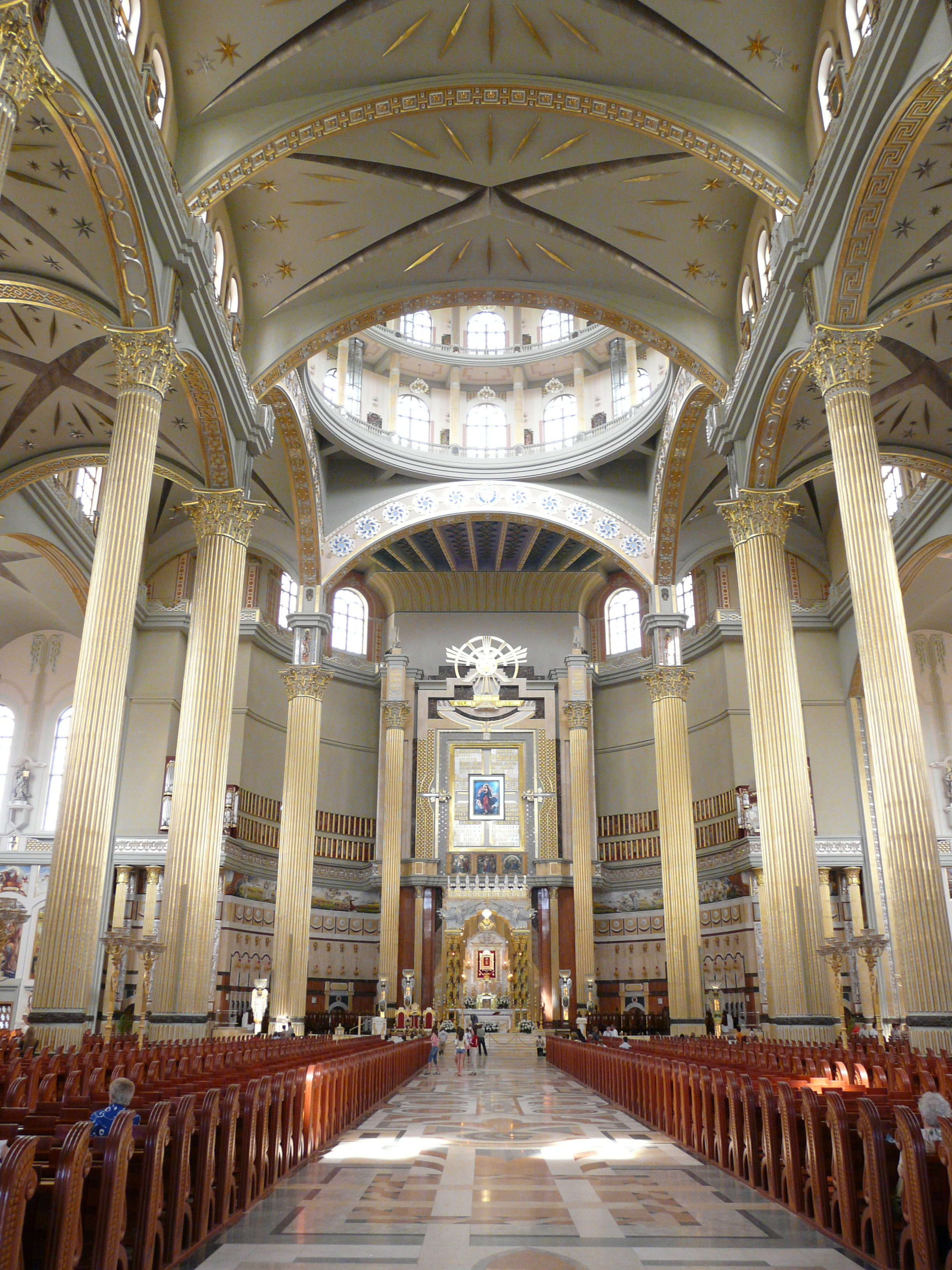
Quang cảnh lễ đường chính với biểu tượng thánh của Đức Mẹ Licheń
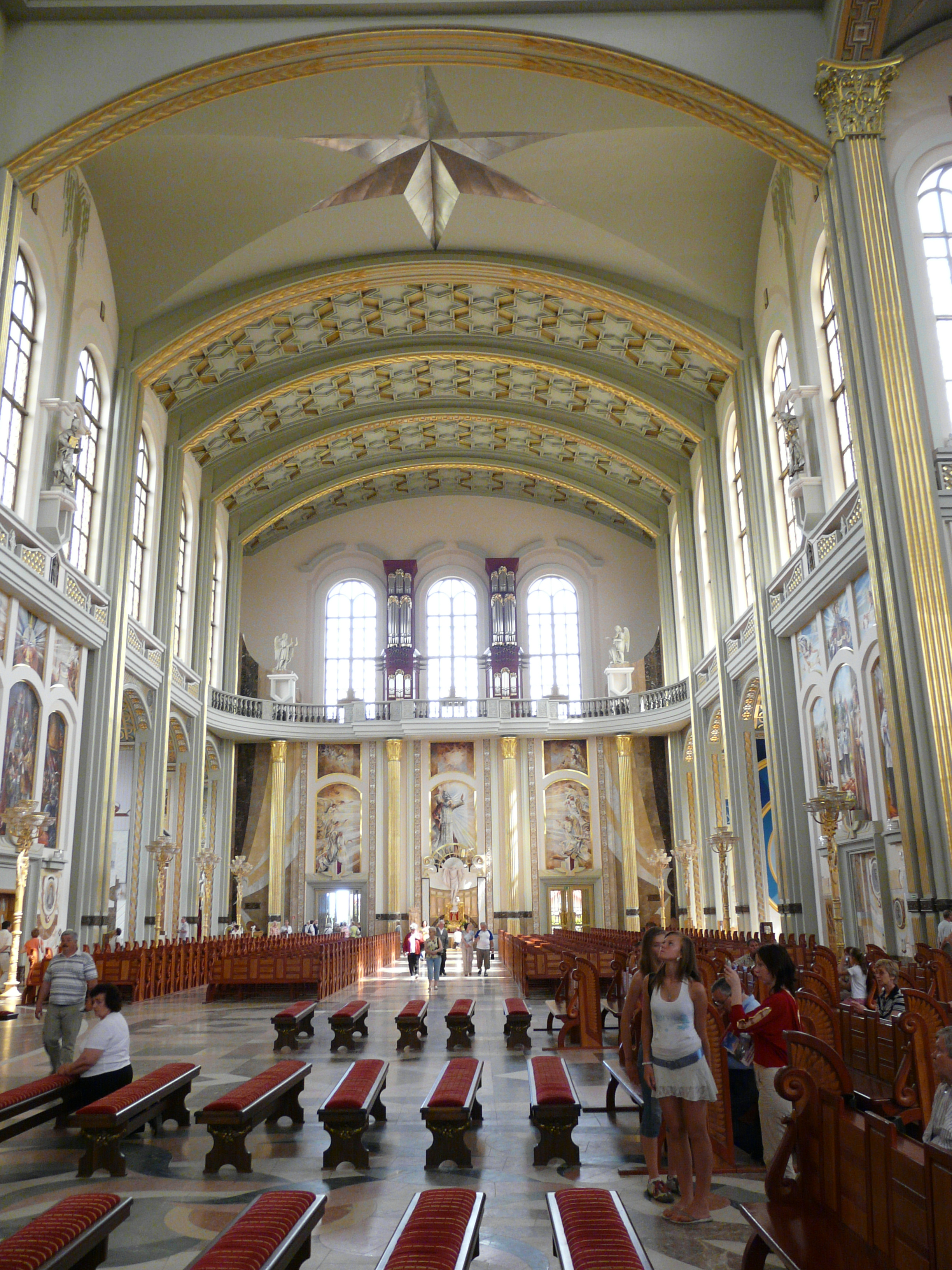
Góc nhìn bên trong của cánh bên của Vương cung
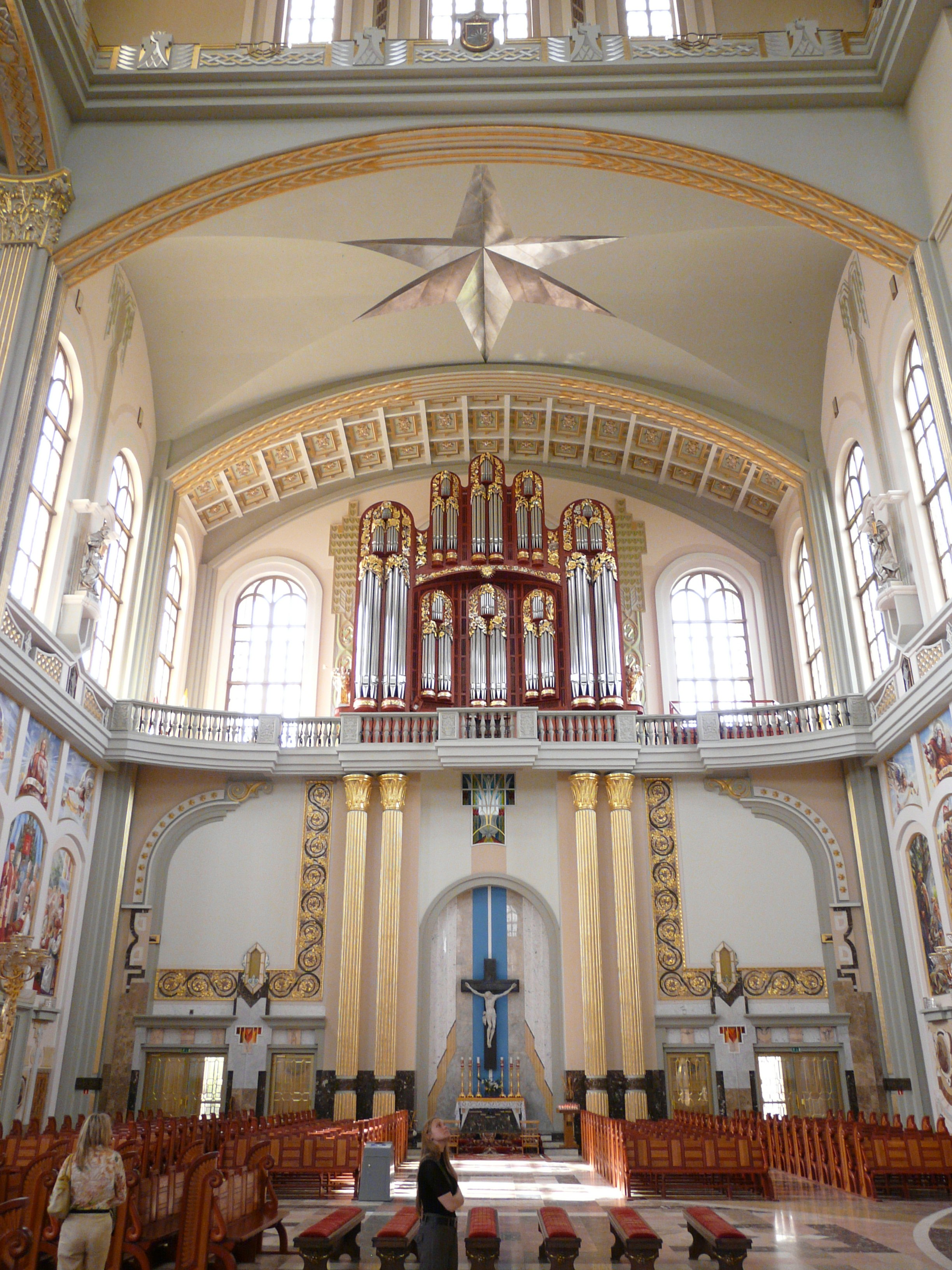
Lễ đường với cây thánh giá lớn
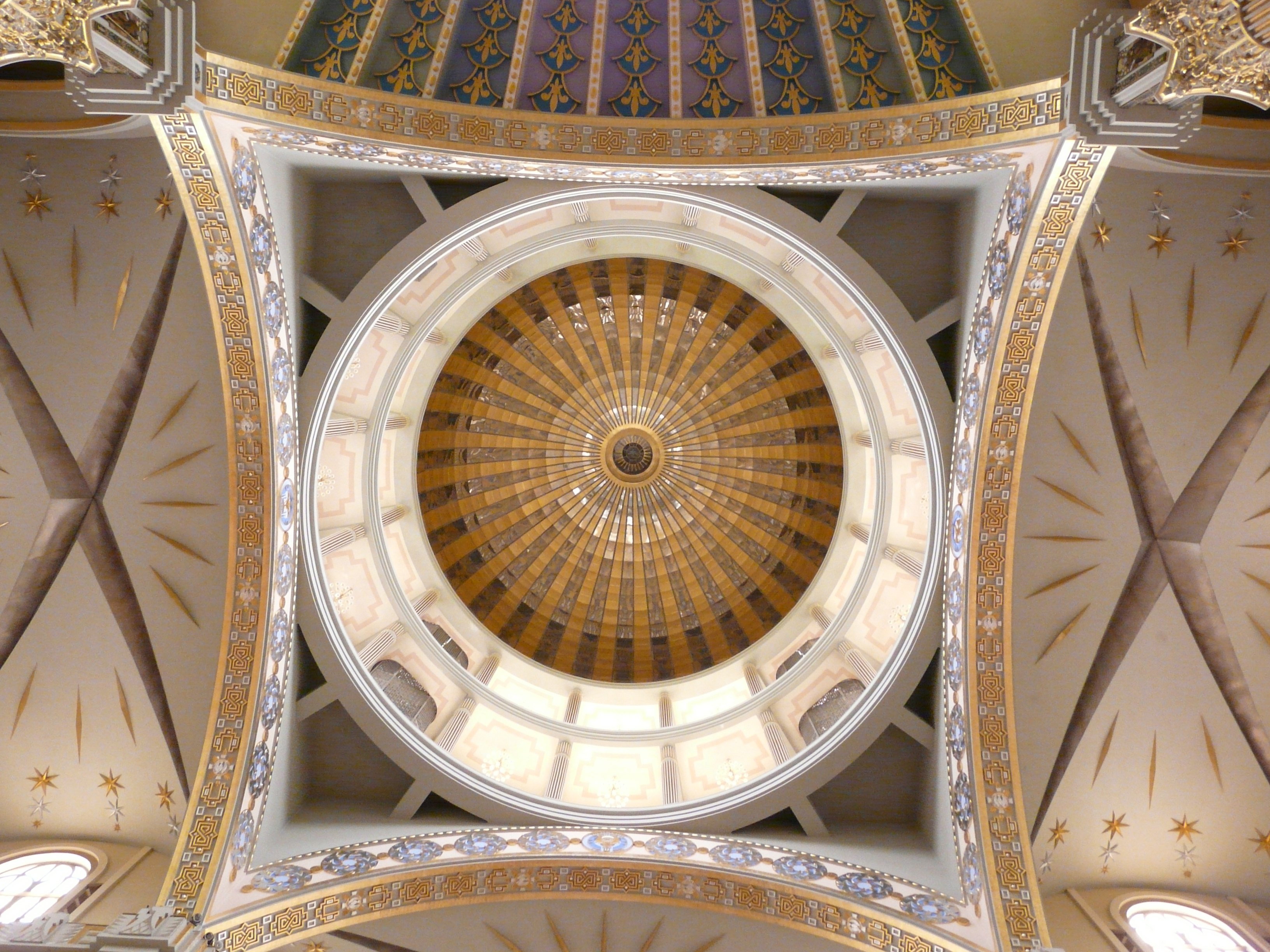
Nội thất của mái vòm của Vương cung thánh đường
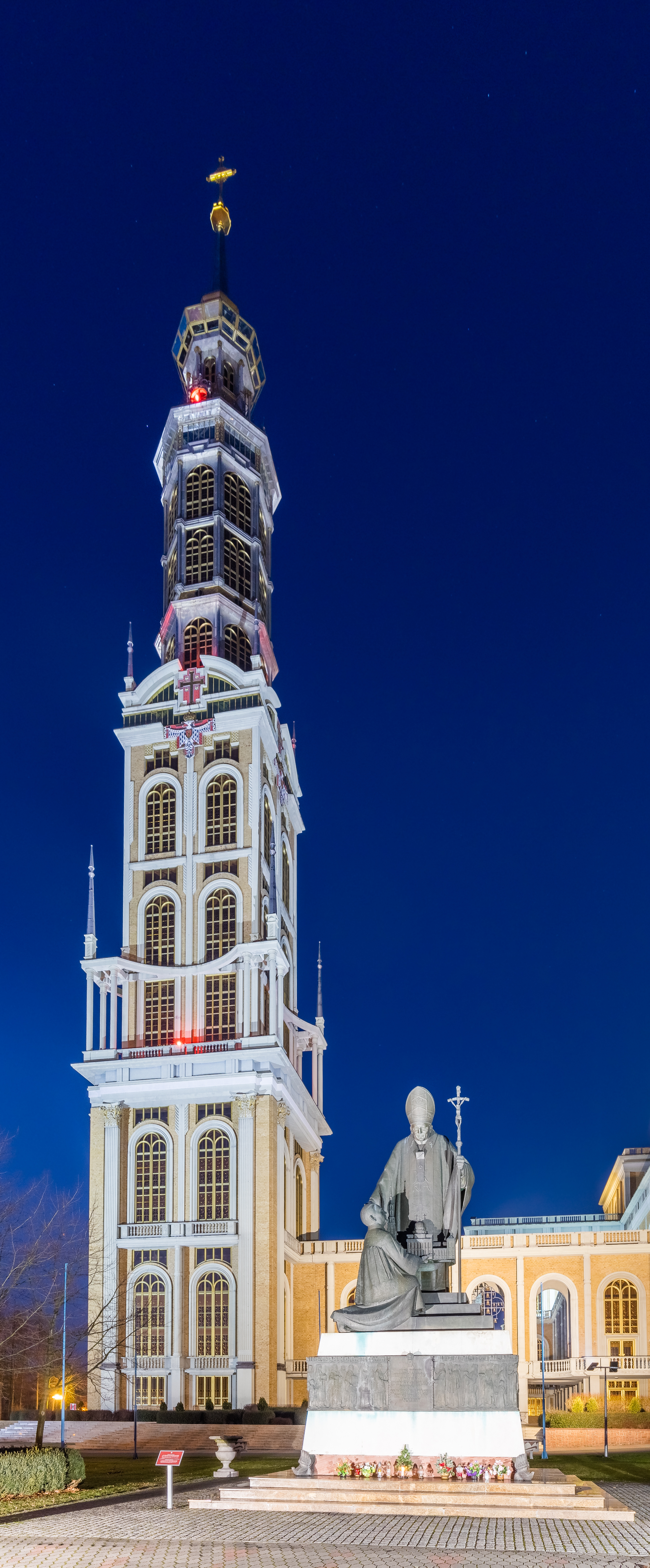
Tháp cao 141,5 m